# Чейз, Чарли (режиссёр)
Чарльз Джо́зеф Пэ́рротт (англ. Charles Joseph Parrott), известный под псевдонимом Ча́рли Чейз (англ. Charley Chase; 20 октября 1893, Балтимор — 20 июня 1940, Голливуд) — американский актёр-комик
, сценарист и кинорежиссёр, наиболее известный по работам в короткометражных кинокомедиях, снятых на студии Hal Roach Studios. Старший брат комика и режиссёра Джеймса Пэрротта.

## Биография и творчество

### Ранние годы
Чарли Чейз (при рождении Чарльз Джозеф Пэрротт) появился на свет в Балтиморе, штат Мэриленд. В подростковом возрасте начал выступать на театральной сцене, играя в водевилях. В кино как актёр пришёл в 1912 году, работая на Christie Film Company. Затем он перешёл в кинокомпанию Keystone Studios, где начал появляться во второстепенных ролях в кинокомедиях Мака Сеннетта, снимаясь вместе с Чарли Чаплином. К 1915 году он играл несовершеннолетних в главных ролях в фильмах, снятых Keystone, а также под именем Чарльза Пэрротта выступал как режиссёр и сценарист некоторых лент. Его репутация и положение в Keystone были достаточны, чтобы позволить ему работать в качестве комедийного режиссёра и в других компаниях; Пэрротт отснял много комедий, в которых главную роль играл подражатель Чаплину Билли Уэст, а в качестве злодея выступал молодой Оливер Харди.

### Работа в Hal Roach Studios
Чарльз Пэрротт работал в L-KO Kompany в последние месяцы её существования. Затем, в 1920-м, он перешёл на студию Хэла Роуча Hal Roach Studios, где его наняли в качестве режиссёра для съёмок короткометражных кинокомедий. Помимо прочего, там он был назначен ответственным за производство первых частей сериала «Пострелята», а также постановку нескольких фильмов с участием Ллойда Гамильтона. В конце 1921 года Пэрротт стал генеральным директором Hal Roach Studios, на него была возложена ответственность за производство всех сериалов студии, кроме комедий Гарольда Ллойда. После ухода Ллойда из Hal Roach Studios в 1923 году Пэрротт вернулся к актёрскому ремеслу, начав сниматься в своей собственной серии короткометражек, приняв псевдоним «Чарли Чейз».
Чейз был мастером комедии замешательства. В десятках комедийных ситуаций он играл или несчастных молодых бизнесменов, или запутавшихся мужей. Его герой представлял собой приятного молодого человека с изящными усами, в обычной одежде для выхода; это отличало Чейза от клоунских макияжей и эпатажных костюмов, которыми пользовались его современники. В своих самых ранних односерийных (10-минутных) комедийных короткометражках, снятых на студии Роуча, он предстаёт в роли парня по несчастью по имени Джимми Джамп.
Первая серия кинолент Чейза была успешной. Продолжительность фильмов увеличили до двух серий (20 минут); это стало стандартным метражом для его комедий, за исключением нескольких трёхсерийных фильмов, снятых позднее. Режиссура сериала Чейза перешла к Лео Маккэри, который в сотрудничестве с ним сформировал более спокойный комический стиль сериала — с акцентом на характеризации и фарсе, а не на броской буффонаде. Некоторые из главных ролей Чейза в фильмах 1920-х годов, таких как, в частности, "Mighty Like a Moose" («Могучий как лось»), "Crazy Like a Fox" («Безумный как лиса»), "Fluttering Hearts" («Трепетные сердца») и "Limousine Love" («Лимузиновая любовь»), часто считаются одними из лучших в немой комедии. При производстве фильмов Чейз оставался наставником, анонимно помогая с режиссурой, написанием сценариев и редактированием.
В 1929-м Чейз с лёгкостью перешёл в звуковое кино и стал одним из самых популярных комедийных актёров того периода. Он продолжал быть очень плодовитым в эпоху звука, часто демонстрируя свой прекрасный поющий голос и включая в короткометражные комедии свои юмористические, самостоятельно сочинённые песни. Двухсерийная (20-минутная) лента "The Pip from Pittsburgh", выпущенная в 1931 году, в которой он снялся вместе с Телмой Тодд в главной роли, является одной из самых знаменитых комедий с участием Чарли Чейза в эпоху звука. В течение десятилетия короткометражки Чарли Чейза продолжали оставаться основным продуктом студии Роуча и стояли рядом с комедиями с участием Лорела и Харди и «Пострелятами». Кроме того, Чейз вместе в Лорелом и Харди снялся в фильме "Sons of the Desert" («Сыновья пустыни»), а Лорел и Харди, в свою очередь, появились в камео в качестве автостопщиков в чейзовской комедии "On the Wrong Trek" («На плохой дороге»).
Фильм "On the Wrong Trek" должен был стать финальной темой Чарли Чейза: к 1936 году продюсер Хэл Роуч сосредоточился на создании амбициозных художественных картин. Чейз вместе с актрисой Пэтси Келли сыграл характерную роль в романтической комедии "Kelly the Second" («Келли Вторая»), а также исполнил главную роль в полнометражной комедии под названием "Bank Night". Однако у этого фильма возникло множество проблем с производством и законностью съёмок, в результате он был сильно отредактирован до двух 10-минутных серий и выпущен как последняя короткометражка студии с участием Чарли Чейза под названием "Neighborhood House". После этого Чейз был уволен из студии Роуча.

### Поздние годы и смерть
В 1937 году Чейз начал работать в Columbia Pictures, где он провёл остаток своей карьеры, исполняя главные роли в собственной серии 20-минутных комедий. Он также занимался продюсированием и режиссурой других комедий Columbia, включая фильмы с участием трио «Три балбеса» и Энди Клайда. В 1938-м он выступил режиссёром классического фильма с участием «Балбесов» "Violent Is the Word for Curly". Собственные короткометражки Чейза, снятые в Columbia, содержат больше фарса, чем его более ранние работы. Многие из этих коротких сюжетов были достаточно сильны и в 1940-х годах были переделаны другими комиками: так, "The Heckler" Чейза 1940 года был переделан в 1946-м в "Mr. Noisy" с Шемпом Ховардом в главной роли; "The Nightshirt Bandit" 1938 года в 1948-м переделали в "Go Chase Yourself" с Энди Клайдом, а в 1956-м — в "Pardon My Nightshirt".
На протяжении бо́льшей части своей профессиональной карьеры Чейз страдал от депрессии и алкоголизма, а его бурный образ жизни стал серьёзно сказываться на здоровье. Его волосы преждевременно поседели, и он красил их в чёрный цвет для своих комедий в Columbia. Спустя годы Хэл Роуч сказал: «Я никогда не видел его пьяным в студии, и я никогда не видел его трезвым вне её».
У младшего брата Чейза, комедийного режиссёра Джеймса Пэрротта, были личные проблемы, связанные с употреблением наркотиков, и в 1939 году он умер. После смерти брата Чейз был опустошён. В своё время он отказался дать ему деньги, чтобы вылечить его от наркотической зависимости. Друзья знали, что Чейз чувствует ответственность за смерть брата. Чарли решил заглушить боль напряжённой работой и выпивкой, которой стало больше, чем когда-либо, несмотря на предупреждения врачей. В результате его настиг удар; чуть более года спустя после смерти брата, 20 июня 1940-го, Чарли Чейз скончался от сердечного приступа в Голливуде, штат Калифорния. Он похоронен на мемориальном кладбище Форест-Лаун, недалеко от своей жены Бебе Элтинге в Глендейле, Калифорния.
За вклад в киноиндустрию 8 февраля 1960 года Чарли Чейз получил звезду на  Голливудской «Аллее славы» (Голливудский бульвар, 6630).